# Tim Duncan
Timothy Theodore Duncan, detto Tim (Christiansted, 25 aprile 1976), è un ex cestista e allenatore di pallacanestro americo-verginiano con cittadinanza statunitense.
Considerato uno dei più grandi giocatori della storia e la migliore ala grande di sempre, ha militato per tutta la sua carriera in NBA nei San Antonio Spurs, dai quali è stato selezionato come prima scelta assoluta al Draft NBA 1997 dopo aver terminato il college e di cui è stato anche capitano.
Vincitore di cinque titoli NBA, spiccano tra i riconoscimenti individuali due titoli come MVP della stagione regolare e tre come MVP delle finali; uno dei soli 5 giocatori ad aver vinto almeno 3 MVP delle finali, insieme a Michael Jordan (6), LeBron James (4), Shaquille O'Neal (3) e Magic Johnson (3). È stato inoltre inserito nella Naismith Memorial Basketball Hall of Fame nel 2020 ed è stato anche eletto da Sports Illustrated miglior giocatore del decennio 2000-2010.
Nella regular season della NBA figura sesto per rimbalzi totali (15 091) e quinto per stoppate totali (3 020). Inoltre è terzo per partite vinte totali (1 001) e undicesimo per presenze totali (1 392), diventando cosi il solo giocatore della storia NBA ad aver vinto almeno 1 000 partite NBA col 70% di vittorie. Si colloca inoltre alla 16ª posizione per punti totali (26 496), diventando cosi il solo giocatore insieme a Kareem Abdul-Jabbar ad avere almeno 25 000 punti, 15 000 rimbalzi e 3 000 stoppate in carriera. 
E stato nominato 15 volte nell'All-NBA Team (di cui 10 nel All-NBA First Team), risultando così secondo di sempre per numero di selezioni totali insieme a Kobe Bryant e Kareem Abdul-Jabbar dietro al solo LeBron James (21), e 15 volte nell'All-Defensive Team (di cui 8 nell'All-Defensive First Team e 7 nell'All-Defensive Second Team, record di selezione nel All-Defensive Second Team), l'unico cestista nella storia NBA ad avere 15 All-Defensive Team totali in carriera.
È il solo cestista insieme a Larry Bird a rientrare nell'All-NBA First team nel suo anno da rookie dopo il 1970.
Ai playoffs NBA si colloca primo per stoppate totali (568), secondo per minuti totali (9 370), terzo per presenze totali (251), terzo per rimbalzi totali (2 859), quinto per palle perse totali (633) e sesto per punti totali (5 172), diventando il solo giocatore nella storia dei playoffs NBA a totalizzare almeno 5 000 punti, 2 500 rimbalzi e 500 stoppate ai playoffs NBA.
Alle NBA Finals si colloca secondo per stoppate totali, dietro solo a Kareem Abdul-Jabbar; settimo per rimbalzi e diciannovesimo per punti.
Assieme a John Salley è l'unico giocatore riuscito nell'impresa di vincere il titolo NBA in tre decenni diversi.

## Biografia
Duncan è nato e cresciuto a Saint Croix, nelle Isole Vergini americane. È figlio di immigrati anguillani: Ione, un'ostetrica, e William Duncan, un muratore. Ha due sorelle maggiori, Cheryl e Tricia, e un fratello maggiore, Scott, che è diventato regista e direttore della fotografia. Cheryl era una campionessa di nuoto prima di diventare infermiera e Tricia ha nuotato per le Isole Vergini americane alle Olimpiadi estive del 1988 a Seul.
A scuola, Duncan era uno studente brillante e sognava di diventare un nuotatore di livello olimpico come Tricia. I suoi genitori furono di grande aiuto e Duncan eccelleva nel nuoto, diventando un adolescente eccezionale nei 50, 100 e 400 metri stile libero e mirando ad andare ai Giochi olimpici del 1992 come membro della squadra degli Stati Uniti.
Nel 1989, dopo che l'uragano Hugo distrusse l'unica piscina olimpionica dell'isola, Duncan fu invece costretto a nuotare nell'oceano e la sua paura degli squali rovinò il suo entusiasmo per questo sport. Subì un altro duro colpo emotivo quando sua madre morì di cancro al seno il 24 aprile 1990, il giorno prima del suo 14º compleanno. Sul letto di morte, fece promettere a Duncan e alle sue sorelle che si sarebbero diplomati al college, spiegando notevolmente il successivo rifiuto di Duncan di lasciare presto il college per la NBA.

## Caratteristiche tecniche
Duncan giocava come ala grande, ma era in grado di ricoprire anche il ruolo di centro, in particolare nella seconda parte della carriera. Giocatore dal rendimento costante, capace di mantenere una doppia doppia di media in carriera in punti e rimbalzi, era dotato di un repertorio completo, che gli consentiva di dare un notevole contributo alla propria squadra su entrambi i lati del campo. Possedeva un vasto arsenale offensivo, che comprendeva un buon tiro dalla media distanza e una grande abilità in post basso; estremamente peculiare e unica nel gioco era la sua abilità di tiro nel saper sfruttare il tabellone per segnare canestro. Tenuto conto del ruolo, era anche un buon passatore, come testimoniano i 3 assist di media in carriera. Inoltre, grazie alla capacità di eseguire giocate fondamentali per la vittoria nei secondi finali delle partite, ha ottenuto la reputazione di clutch player, spesso confermata anche nei play-off, nei quali tendeva a migliorare le proprie cifre in tutte le voci statistiche. Non era particolarmente abile nei tiri liberi, nei quali ha sempre avuto percentuali realizzative altalenanti; la sua media in carriera sfiora, comunque, un discreto 70%.
Il suo stile di gioco era molto più improntato all'efficacia che alla spettacolarità, tanto da guadagnarsi il soprannome di The Big Fundamental. Sports Illustrated, dopo la vittoria del suo primo titolo NBA, lo definì «un calmo, noioso e dominante MVP»: a conferma di ciò, la sua popolarità tra gli appassionati dell'NBA non è mai stata paragonabile a quella di altre superstar della sua generazione. In compenso, Duncan ha goduto di notevole apprezzamento tra i critici della pallacanestro e i colleghi: tra gli altri, Kareem Abdul-Jabbar, Bill Russell e Shaquille O'Neal ne hanno più volte tessuto le lodi.

## Carriera

### Gli inizi nel nuoto e i primi tiri a canestro
Fratello minore di due ottime nuotatrici (la sorella Tricia, in particolare, partecipò alle Olimpiadi di Seul), venne presto avviato al nuoto sotto la supervisione della madre, ed a 14 anni era considerato uno degli atleti più promettenti a livello nazionale sulla distanza dei 400 metri stile libero.
Nel 1989 era già parte della squadra destinata a partecipare alle Olimpiadi di Barcellona 1992, ma la sua vita venne sconvolta da una tragedia: la madre, alla quale Duncan era molto legato, si ammalò di cancro al seno. Poi, in autunno, l'isola di Saint Croix fu vittima del passaggio dell'uragano Hugo che la devastò completamente, rendendo impraticabile la piscina. Gli allenamenti a quel punto vennero programmati nell'Oceano Atlantico, e l'insuperabile fobia per gli squali spinse Duncan ad abbandonare la selezione olimpica. Sua madre morì nella primavera del 1990: da quel momento Duncan non nuotò più a livello agonistico.
Si avvicinò alla pallacanestro grazie alla sorella Cheryl: fu lei a spedire a casa Duncan un canestro per permettere al fratello di svagarsi. Quando Cheryl ritornò a vivere a Saint Croix col marito Ricky Lowery, ex playmaker titolare per la Capital University di Columbus, Ohio, quest'ultimo instillò la passione per il gioco nel giovane Duncan, oltre ai primi rudimenti di tecnica di palleggio, tiro dal perimetro, penetrazione ed uso del tabellone, nonché la capacità di riconoscere le opportunità di passaggio. In seguito, Duncan scelse di indossare lo stesso numero di maglia che Lowery aveva al college, il 21, mantenendolo per tutta la carriera.

### NCAA
Iscrittosi alla Wake Forest University, ad inizio stagione NCAA del 1994-95 molti parlarono di Duncan come probabile top pick al Draft NBA nel caso si fosse reso eleggibile, ma Duncan decise di continuare la sua esperienza al college rifiutando quindi di entrare subito nella lega maggiore. Al termine di un'ottima annata raggiunse la convocazione All-ACC First Team, venne nominato miglior difensore dell'anno e conseguì medie di 16,8 punti e 12,5 rimbalzi. Tra le sue prestazioni c'è da segnalarne una contro Florida State dove ha messo a referto una doppia doppia da 26 punti e 20 rimbalzi.
Nel campionato NCAA 1995-96 guidò la propria squadra alle Sweet 16, ma non riuscì a portarla più avanti complice un'influenza. Venne nominato ancora una volta miglior difensore dell'anno e segnò una media di 19,8 punti. A fine stagione ancora molte voci lo videro protagonista per il Draft NBA, ma ancora una volta lui decise di rimanere al college.
Duncan fu un All-American e nel 1997, annata nella quale vinse all'unanimità il John R. Wooden Award, mantenendo una media di 20,8 punti e 14,7 rimbalzi a partita, e vinse per la terza volta consecutiva il premio come miglior difensore dell'anno.
A differenza di molti altri giocatori NBA di quel periodo, Duncan decise di rimanere al college per tutti i 4 anni, durante i quali vinse tre volte il titolo di migliore difensore e fu due volte miglior giocatore dell'ACC. Nel 1996 fu primo per punti, rimbalzi, percentuale al tiro e stoppate nella sua conference, e fu il primo nella storia dell'NCAA a superare i 1 500 punti, 1 000 rimbalzi, 400 stoppate e 200 assist.

### NBA

#### Draft ed esordio (1997-1998)
Al Draft NBA del 1997 venne selezionato dai San Antonio Spurs, che ottennero la prima scelta assoluta nonostante i Vancouver Grizzlies e i Boston Celtics (reduci rispettivamente da 14 e 15 vittorie nella stagione precedente, contro le 20 degli Spurs) avessero maggiori probabilità.
Nel suo primo anno in NBA Duncan si mise subito in mostra: vinse il premio come matricola dell'anno nella stagione 1997-98 ottenendo 113 preferenze su 116, e avendo ricevuto il titolo di rookie del mese in ogni mese della stagione. Tra l'altro entrò nell'All-NBA First Team, ultimo rookie a riuscirci prima di lui fu Larry Bird nel 1980. Il suo impatto si notò sin da subito, oltre che nelle prestazioni, anche nella leadership in campo.

#### Il primo titolo (1998-1999)
Nella stagione seguente i San Antonio Spurs misero insieme una squadra in grado di puntare in alto, contando soprattutto sui due lunghi Duncan e David Robinson, mirando a interrompere il dominio dei Chicago Bulls, da quell'anno privi di Michael Jordan ritiratosi dopo la vittoria alle Finals del '98 contro gli Utah Jazz. Nella sua seconda stagione Duncan tenne delle ottime medie punti (15,2 in novembre, 19,3 dicembre, 19,5 gennaio), andando già oltre i 20 da febbraio in poi (25,7 febbraio, 23,8 marzo, 25,9 aprile) arrivando ad avere 21,7 punti di media finali. Nei playoff, insieme a Robinson, condusse i San Antonio Spurs al loro primo titolo NBA sconfiggendo i New York Knicks per 4-1, aggiudicandosi anche il premio di MVP delle finali e diventando il primo giocatore nella storia NBA a vincere il premio nella sua stagione da sophomore. Anche nei playoffs, le sue prestazioni, nonostante un solo anno di carriera da professionista alle spalle, sono di livello alto: segna con ottime percentuali (51,1%) e in abbondanza, e cattura numerosi rimbalzi. In 17 partite di playoff riuscì a realizzare 10 doppie doppie. Di particolare rilevanza furono le partite contro i Knicks: 27 punti, 14 rimbalzi, 2,2 stoppate in 45,8 minuti di media a gara. Già in questa prima serie di playoffs si evidenzia la sua capacità di migliorare le proprie prestazioni quando cresce l'importanza delle partite. A fine anno venne incluso sia nell'All-NBA First che per l'All-Defensive First Team.

#### Anni di transizione (1999-2002)
Dopo il primo titolo, gli Spurs ebbero una fase di stallo: l'anno post-titolo Duncan continuò con le buone prestazioni tenendo di media 23,2 punti in stagione, ma saltò interamente i playoff per un infortunio al ginocchio. In stagione vinse il titolo di MVP dell'All-Star Game insieme a Shaquille O'Neal.
Nell'estate 2000 Duncan andò vicino a lasciare San Antonio: sarebbe potuto essere acquistato dagli Orlando Magic, ma la cosa non si concretizzò per via di alcune incomprensioni con Doc Rivers, all'epoca allenatore dei Magic ed ex dirigente dei neroargento.
In stagione tenne di media 22,2 punti, ma nei playoffs gli Spurs si fermarono contro i Los Angeles Lakers di Kobe e Shaq in semifinale di conference. L'anno successivo la storia si ripeté, con Duncan che tenne addirittura 25,2 punti di media in RS (massimo in carriera), ma ancora una volta si fermarono in semifinale di conference con i gialloviola.

#### Consacrazione assoluta e dinastia texana (2002-2007)

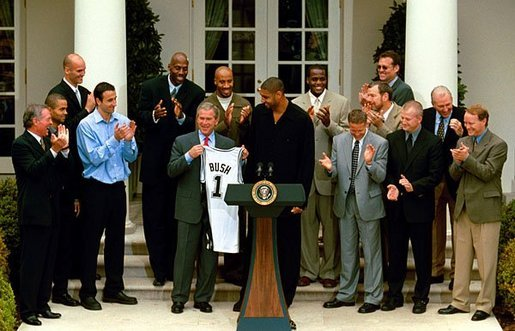
Duncan e gli Spurs alla Casa Bianca

Nell'annata 2002-03 venne nominato MVP della stagione, nella quale guidò per la seconda volta San Antonio al titolo NBA. Per giungere al secondo anello, gli Spurs ebbero la meglio sui New Jersey Nets di Jason Kidd per 4-2. Duncan offrì prestazioni di assoluta eccellenza: in gara 6 registrò un clamoroso referto che recitava 21 punti, 20 rimbalzi, 10 assist e 8 stoppate (record delle finali eguagliato), sfiorando una storica "quadrupla doppia". Al termine delle finali le sue medie contarono 24,2 punti, 17,0 rimbalzi, 5,3 assist e 5,3 stoppate (record), che gli valsero un altro titolo di MVP delle finali.
L'anno seguente Duncan e compagni non riuscirono a ripetersi, fermati nel loro cammino dai rivali dei Los Angeles Lakers del duo O'Neal-Bryant. I losangelini eliminano San Antonio per 4-2 (ma verranno a loro volta fermati in finale dai Detroit Pistons guidati da coach Larry Brown). La serie tra texani e californiani rimarrà comunque nella storia per l'epilogo di gara-5: con i Lakers avanti di un punto, Duncan riportò i suoi avanti 73-72, ma con 0,4 secondi da giocare Derek Fisher mandò a bersaglio l'ultimo tiro, fissando il punteggio finale sul 74-73 per Los Angeles. La dirigenza dei San Antonio Spurs sostenne poi nella conferenza stampa post-gara che il cronometro degli arbitri era partito in ritardo, ma non espose alcun reclamo alla Lega, accettando la decisione presa dagli arbitri alla moviola.

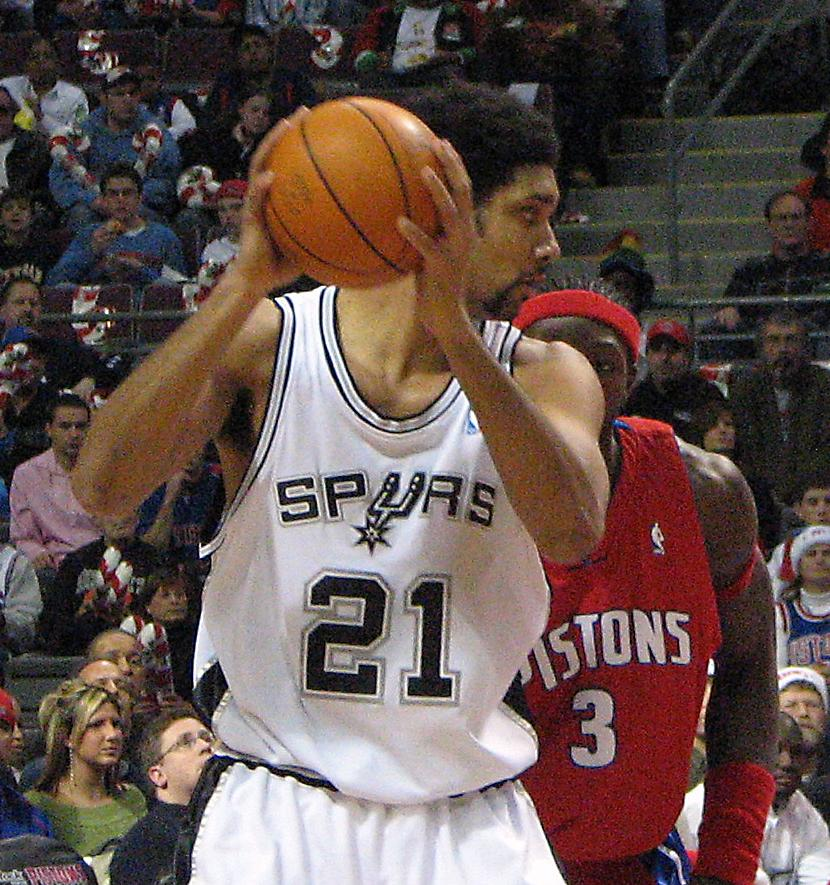
Duncan in attacco contro Ben Wallace.

Nella stagione 2004-05 Duncan non fu al meglio, tormentato per tutta la regular season dalla fascite plantare. Riuscì comunque, grazie anche al continuo miglioramento dei suoi compagni (in particolare di Emanuel Ginóbili), a condurre la squadra alla finale contro i campioni in carica di Detroit. I Pistons erano anch'essi una squadra molto solida e difensiva, e diedero vita a una delle finali più combattute di sempre, che si concluse in gara 7 con la vittoria di San Antonio per 81-74 e la conquista del terzo titolo. Nonostante le difficoltà fisiche, Duncan viaggiò ad una media di quasi 21 punti e 14 rimbalzi, e si aggiudica per la terza volta il premio di miglior giocatore delle finali battendo per 6 voti a 4 Ginóbili. Il voto tenne conto delle normali gerarchie che ci sono all'interno delle squadre NBA, penalizzando però di fatto l'argentino, che secondo molti critici sportivi avrebbe meritato almeno l'ex aequo, se non di più. Tra l'altro, parlando di gara-5 della serie, nonostante avesse segnato 26 punti e raccolto 19 rimbalzi, la definì "un incubo assoluto".
Nel 2005-06 il caraibico continuò a soffrire di fascite plantare, che ne limitò i movimenti. Gli Spurs non andarono al di là delle semifinali di conference, eliminati dai Dallas Mavericks di Dirk Nowitzki, loro principali rivali nella Western Conference per la conquista del titolo. La serie si concluse solo al supplementare della decisiva gara-7, durante il quale il senegalese DeSagana Diop si rivelò decisivo grazie ad un'ottima difesa su Duncan (in particolare durante l'overtime), che comunque siglò una doppia doppia da 41 punti e 15 rimbalzi.

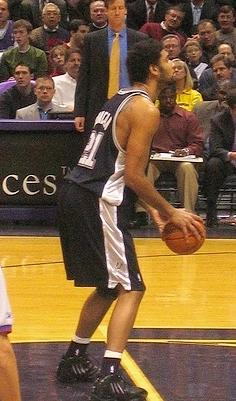
Duncan al tiro libero

Nel 2006-07 Duncan finalmente archiviò i problemi con la fascite plantare e i texani furono protagonisti nella post-season. Nonostante una partenza stentata nella regular season, gli Spurs ritrovarono solidità e affiatamento giungendo nuovamente in finale a combattere per il titolo, non senza aver superato grandi difficoltà nel corso dei playoffs. In semifinale di conference affrontarono infatti gli ostici Phoenix Suns guidati in panchina da Mike D'Antoni e in campo dal playmaker canadese Steve Nash, vincitore degli ultimi due titoli di MVP della regular season, in quella che si rivelerà poi la serie più difficile di tutti i playoff, di fatto una finale anticipata. San Antonio soffrì molto la squadra dell'Arizona e in particolare Duncan fu limitato da una marcatura molto fisica ed efficace da Kurt Thomas, non riuscendo ad esprimersi al meglio in un primo momento; tuttavia nella seconda parte della serie alzò il livello del suo gioco, tanto da ottenere medie di 26,8 punti, 13,7 rimbalzi, 4,2 stoppate. La serie fu dura, equilibrata e combattuta, ma alla fine gli Spurs riuscirono a prevalere in 6 gare. In finale poi ebbero facile gioco dei Cleveland Cavaliers della stella nascente LeBron James, vincendo con un netto 4-0. Per la prima volta, nonostante i suoi 22,2 punti, 11,5 rimbalzi, 3,3 assist e un grande apporto difensivo, Duncan non vinse il titolo di miglior giocatore delle finali, che venne assegnato da Tony Parker, il quale siglò nella serie 24,5 punti di media, tirando con un eccellente 57%. A fine anno entrò per la decima volta nell'All-NBA Defensive Team.

#### Prosieguo dell'era Spurs (2007-2012)

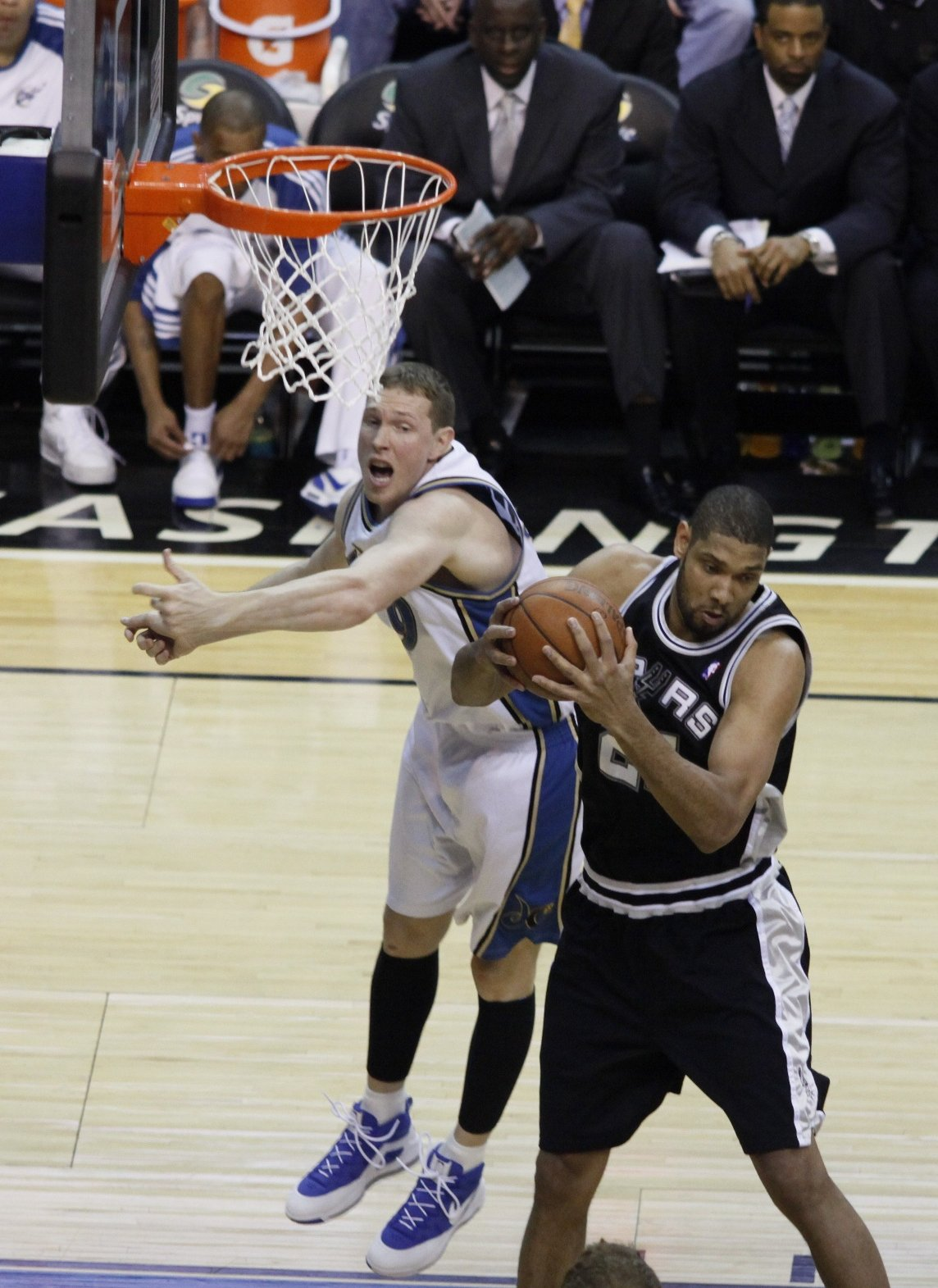
Duncan, 2009

Nella National Basketball Association 2007-2008 Duncan continuò ad offrire ottime prestazioni: condusse gli Spurs alle finali della Western Conference, mantenendo medie molto buone: 19,1 punti, 11,3 rimbalzi, 2,8 assist, 1,95 stoppate. Realizzò 15 doppie-doppie e 4 triple doppie in stagione regolare, mentre durante i playoffs disputò un'ottima prestazione contro i Phoenix Suns in gara 1. Questa partita, quasi vinta dai Suns a due secondi dalla fine in vantaggio di tre, venne risollevata grazie a un'inusuale tripla di Duncan sulla sirena, che fissò il risultato sul 104-104 alla fine del primo tempo supplementare. La partita venne risolta poi nel secondo supplementare; Duncan chiuse con 40 punti, 15 rimbalzi, 5 assist e 3 stoppate. Nelle finali di conference contro i Los Angeles Lakers Duncan fece del suo meglio (30 punti e 18 rimbalzi in Gara 1, 22 punti e 21 rimbalzi in Gara 3, 19 punti, 15 rimbalzi e 10 assist in Gara 5), ma non riuscì a evitare l'eliminazione degli Spurs.

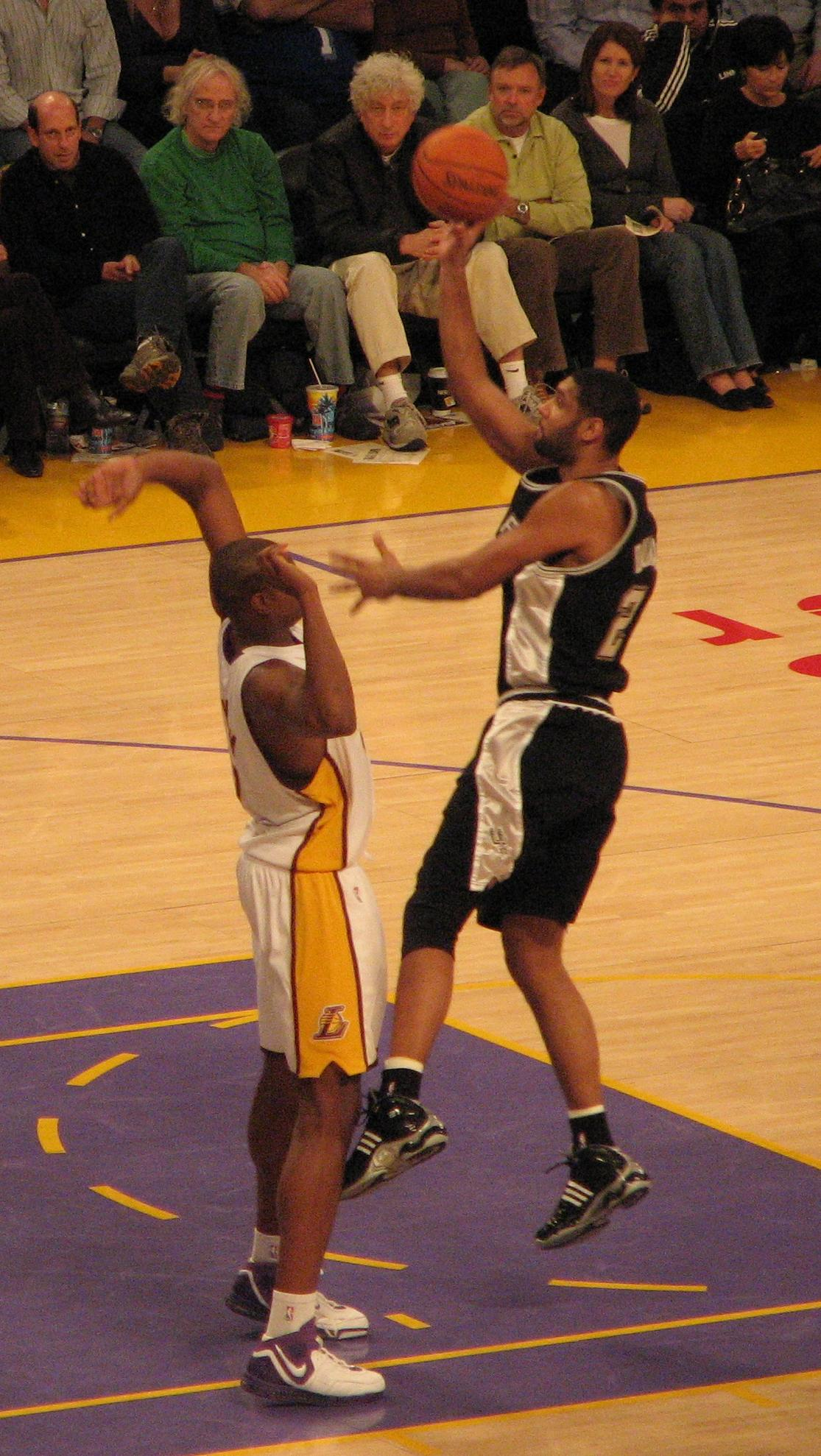
Duncan in azione contro Andrew Bynum

Nell'annata 2008-09 gli Spurs vinsero la Southwest Division con un record 52-28. Duncan fu il 24º miglior marcatore della lega (19,1 punti), il 4º miglior rimbalzista (10,7 a partita), l'11º migliore nelle stoppate (1,68), consegnando anche un buon numero di assist (3,5 a partita). Durante questa stagione soffre di tendinite ad un ginocchio a febbraio, ed è costretto a saltare alcune partite. Ai playoffs, San Antonio non andò oltre il primo turno contro i Dallas Mavericks, a cui bastarono 5 partite per avere la meglio. Le cifre mostrarono un sensibile calo di utilizzo di Duncan da parte di Coach Gregg Popovich: circa 7 minuti di media in meno a partita rispetto alla stagione regolare, segno di un non completo recupero dai travagli fisici. Nonostante questo, Duncan segnò quasi 20 punti a partita nelle sole 5 gare di playoff disputate.
Durante la stagione 2009-2010, il 12 dicembre, in occasione della partita contro i Blazers, Duncan raggiunse quota 1 000 partite in NBA, tutte con la maglia degli Spurs. Il 22 gennaio 2010 raggiunse quota 20 000 punti nel campionato NBA contro gli Houston Rockets, chiudendo la partita con 25 punti, 14 rimbalzi e 2 assist, cifre notevoli ma non sufficienti per evitare la sconfitta: a prevalere furono i Rockets col punteggio di 116-109. Dopo una stagione da 17,9 punti e 10,1 rimbalzi, gli speroni si fermarono al secondo turno dove subirono uno sweep dai Phoenix Suns, nonostante lui avesse tenuto di media 20,3 punti e 10,5 rimbalzi nella serie. Nel corso della serie Duncan patì molto il pick & roll delle 2 stelle dei Suns Steve Nash e Amar'e Stoudemire, i quali sfruttarono il divario fisico-atletico su Duncan.
Nella stagione successiva le cose andarono meglio per gli Spurs che terminarono primi a ovest, seppur Duncan avesse raggiunto il career low (all'epoca) in punti e rimbalzi, ponendo così fine a una striscia di 13 anni consecutivi in doppia doppia di media con 13,4 punti e 8,9 rimbalzi. Nei playoffs gli Spurs vennero sorprendentemente eliminati al primo turno in 6 gare dai Memphis Grizzlies arrivati ottavi in RS. Anche questa volta patì i P&R avversari di Mike Conley supportato da Zach Randolph e Marc Gasol.
Nella stagione 2011-2012 vide abbassarsi il suo minutaggio per partita, a causa dell'età e per dare spazio ai numerosi giocatori in panchina, ma nonostante ciò riuscì a tenere il livello del suo gioco molto alto. Il 15 gennaio 2012 raggiunse i 21 829 punti segnati in carriera, durante la partita disputata contro i Phoenix Suns, mettendo a referto uno score di 24 punti e 11 rimbalzi nella vittoria per 102-91. Con questo risultato, Duncan superò nella classifica marcatori all time Gary Payton (fermo a 21 813 punti), collocandosi al 26º posto generale. Due settimane prima superò Larry Bird per punti segnati in carriera (27º a 21 791 punti). Approdò nuovamente ai playoffs vincendo la Southwest Division con un record di 50-16, secondo solo ai Chicago Bulls come record complessivo. Le sue medie furono 15,4 punti e 9,0 rimbalzi a partita. I playoffs iniziarono nel migliore dei modi dato che gli Spurs superarono con facilità i primi due turni battendo gli Utah Jazz e i Los Angeles Clippers, ma, una volta arrivati in finale di Conference, affrontarono i giovani Oklahoma City Thunder trascinati dall'emergente Kevin Durant; gli Spurs iniziarono bene la serie andando avanti 2-0 e raggiungendo una striscia di 20 vittorie consecutive, ma ad Oklahoma City la serie girò totalmente e si concluse 4-2 a favore di OKC nonostante una gara-6 del caraibico da 25 punti e 14 rimbalzi. Contro gli stessi Thunder, Il 31 maggio 2012, mise a referto la 477ª stoppata in carriera nei playoffs con cui superò Kareem Abdul-Jabbar diventando il miglior stoppatore nella storia dei playoffs.

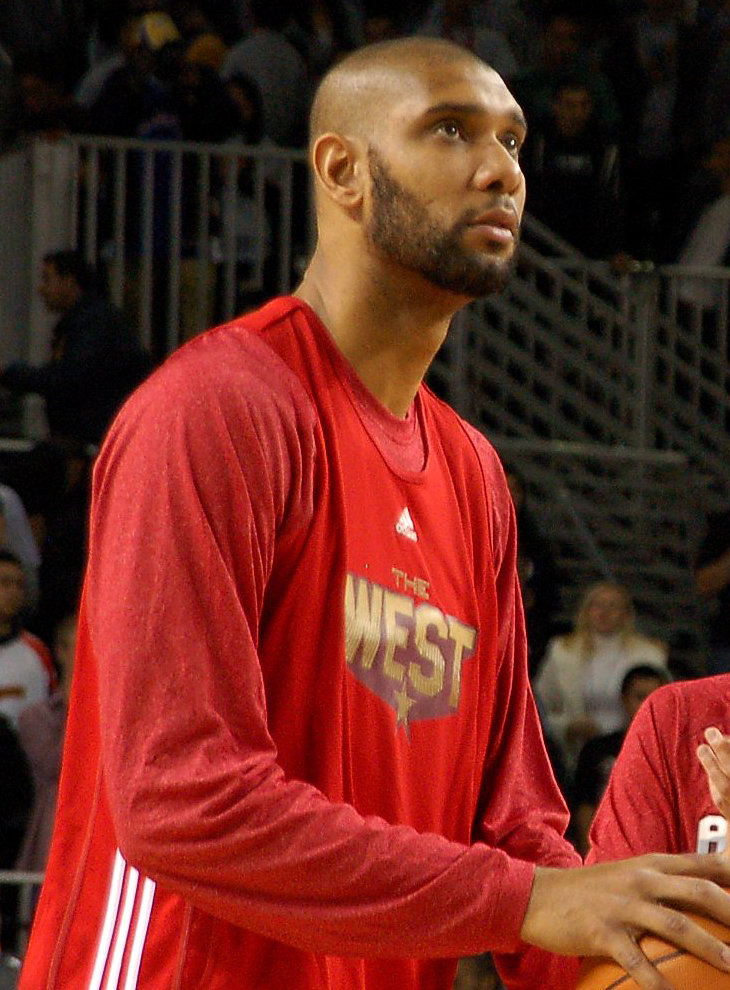
Duncan all'All-Star Game

#### Le due finali contro Miami e il quinto titolo (2012-2014)
La stagione 2012-2013 segnò per Duncan un ritorno ai suoi migliori livelli, conclusa con il raggiungimento con i San Antonio Spurs delle 50 vittorie stagionali per il quattordicesimo anno consecutivo. A febbraio prese parte all'All Star Game, a New Orleans, mentre a fine stagione venne inserito nell'All-NBA Team. Arrivò alle Finals dove i suoi Spurs, in vantaggio 3-2 nella serie, vennero sconfitti 4-3 dai Miami Heat: nella decisiva gara 6, un canestro allo scadere di Ray Allen con Miami sotto di 3 punti, regalò il pareggio alla propria squadra. Sconfitti al supplementare di gara-6, gli Spurs vennero poi battuti fuori casa in gara 7 per 95-88. Duncan chiuse con 24 punti e 12 rimbalzi ma, ad un minuto dalla fine, sbagliò per due volte il tap-in del pareggio, ben marcato da Shane Battier.
Nel 2014 gli Spurs dominano la Regular Season con un record di 62-20 e nei playoffs eliminarono Dallas Mavericks, Portland Trail Blazers e Oklahoma City Thunder ritrovandosi in finale ancora contro i Miami Heat di LeBron James, Dwyane Wade e Chris Bosh. Il risultato stavolta fu un netto 4-1 per San Antonio e Duncan (doppia doppia di media) fu campione NBA per la quinta volta, dopo avere tenuto di media nelle finali una doppia doppia da 15,4 punti e 10 rimbalzi. Inoltre, nello stesso giorno, diventò il recordman per minuti giocati (oltre 8 860) e numero di doppie-doppie (158) in carriera nei playoffs, superando rispettivamente Kareem Abdul-Jabbar e Magic Johnson. Nello stesso momento, il trio Duncan-Ginóbili-Parker diventò il più vincente nella storia dei playoff NBA. Dopo la vittoria delle Finals in 5 partite, Duncan diventò l'unico giocatore, insieme a John Salley, a vincere l'anello in tre decenni differenti.

#### Le ultime stagioni (2014-2016)
Il 23 giugno 2014 Duncan esercitò la sua player option da 10,3 milioni di dollari per la stagione 2014-15. Il 14 novembre 2014 Duncan superò i 25 000 punti segnati nel primo tempo della vittoria per 93-80 contro il Los Angeles Lakers, diventando il 19º giocatore nella storia NBA a raggiungere tale traguardo. Il 2 dicembre 2014 Duncan diventa il secondo giocatore più anziano nella storia NBA a mettere a referto una tripla doppia (dietro Karl Malone), finendo con 21 punti e 20 rimbalzi e 10 assist (sfiorando la quadrupla, avendo totalizzato anche 8 stoppate) contro i Memphis Grizzlies. Il 19 febbraio 2015 superò Alex English piazzandosi al 16º posto nella classifica marcatori all-time con 30 punti contro i Los Angeles Clippers. Due giorni dopo, mise a referto 3 stoppate contro i Denver Nuggets, superò Patrick Ewing nella classifica all-time. Il 4 marzo 2015 catturando 6 rimbalzi contro i Sacramento Kings, superò Nate Thurmond, piazzandosi 9º nella classifica all-time dei rimbalzi. L'8 marzo 2015, dopo 18 anni di carriera e 1 544 partite giocate, chiuse per la prima volta senza canestri dal campo nella vittoria per 116-105 contro i Bulls.
Il 3 novembre 2015 ottenne il successo numero 954 con i San Antonio Spurs a seguito di un 94-84 contro i New York Knicks: diventò così il giocatore ad avere vinto più partite con la stessa squadra superando il record di John Stockton fermo a 953.
Il 2 gennaio 2016, durante la sfida che vide opposti i suoi Spurs agli Houston Rockets, terminò per la prima volta in carriera una partita senza segnare neanche un punto. Il 5 aprile 2016 Tim Duncan ottenne il successo numero 1 000 in carriera, tutti con la maglia degli Spurs, migliorando ulteriormente il record di vittorie di un giocatore con una sola maglia; fu il terzo atleta professionista a superare la quota 1 000 dopo Kareem Abdul-Jabbar e Robert Parish. A fine stagione per la prima volta in carriera non andò in doppia cifra nella media punti (8,6 la media). Nei play-off, dopo avere eliminato i Memphis Grizzlies, gli Spurs uscirono a gara-6 contro OKC, con Duncan che patì il divario atletico contro degli avversari ben più giovani.
Nonostante avesse firmato la player option il 29 giugno, l'11 luglio annunciò il ritiro dopo 19 stagioni passate con i San Antonio Spurs.
Il 18 dicembre 2016 i San Antonio Spurs ritirarono il numero 21 in suo onore.

### Nazionale
Nel 1994 giocò le sue prime partite in nazionale partecipando ai Goodwill Games di San Pietroburgo, in cui disputò 3 delle 5 partite della squadra che vinse la medaglia bronzo.
Nel 1999 partecipò ai campionati americani, vincendo la medaglia d'oro tenendo di media 12,7 punti in 10 partite.
Figurò nella lista iniziale dei convocati della selezione che avrebbe poi vinto l'oro alle Olimpiadi di Sydney 2000, ma un infortunio gli precluse la possibilità di partecipare ai Giochi e fu sostituito da Antonio McDyess.
Partecipò anche ai campionati americani 2003 vincendo nuovamente l'oro.
Fece parte per l'ultima volta degli Stati Uniti alle fallimentari Olimpiadi di Atene 2004 in cui la selezione statunitense conquistò la medaglia di bronzo.

### Allenatore
Il 22 luglio 2019 ritorna agli Spurs come assistente di Gregg Popovich, iniziando così la carriera di allenatore. Il 12 novembre 2020 si dimette dall'incarico.

## Vita privata
È stato sposato dal 2001 al 2013 con Amy, con la quale ha avuto una figlia di nome Sydney, nata nel 2005, e un figlio di nome Draven, nato nel 2007. Successivamente si è fidanzato con Vanessa Macias, da cui ha avuto una figlia nel 2017 che lui ha chiamato Quill in onore del personaggio Marvel Star-Lord. Possiede inoltre una laurea in psicologia ottenuta nei suoi anni a Wake Forest.
La sua fondazione, la Tim Duncan Fondation, è impegnata in svariati campi, dall'educazione e lo sport dei giovani, alla ricerca nel campo della salute, specie nella lotta contro il cancro al seno.

## Statistiche

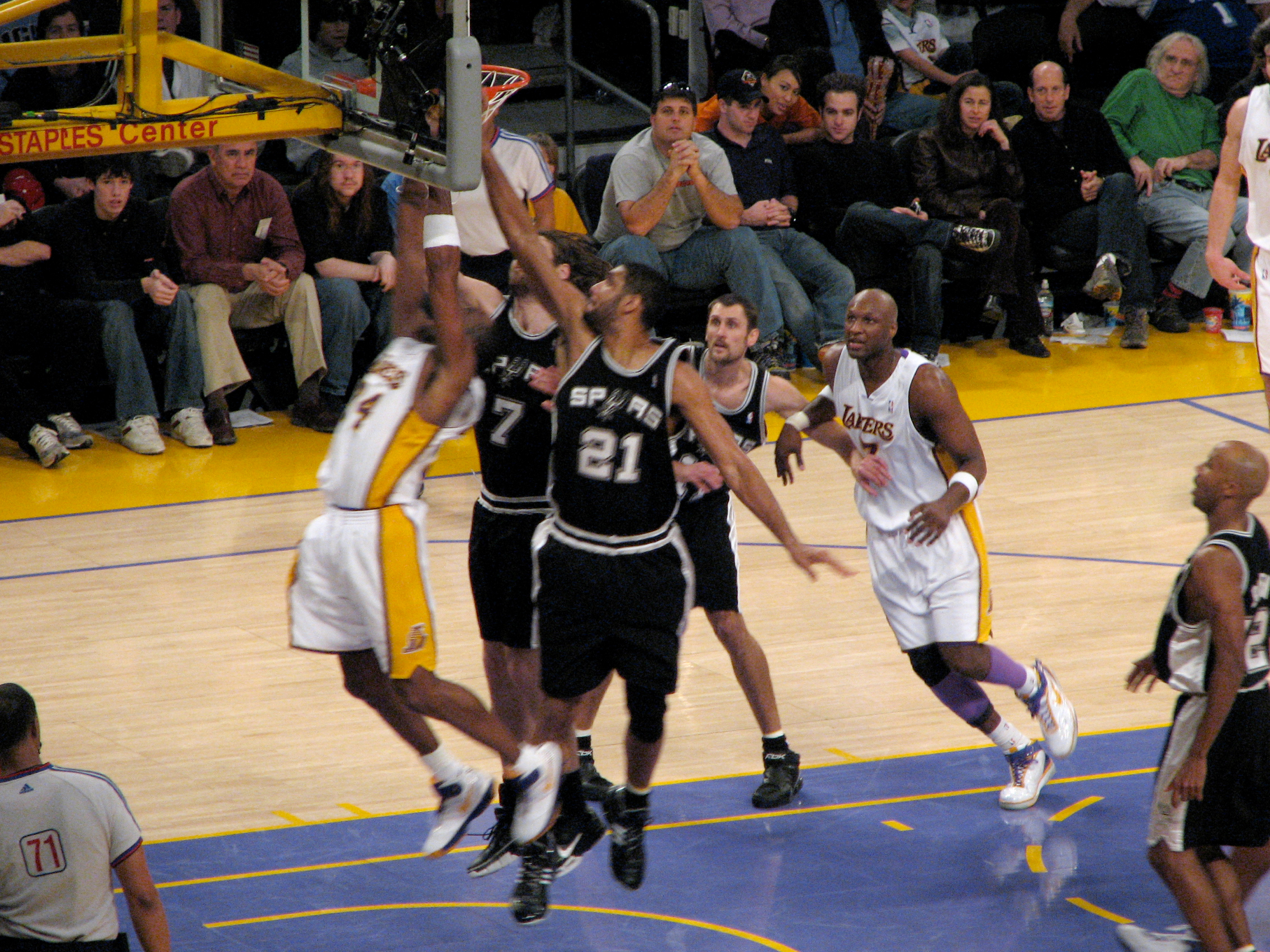
Tim Duncan in azione contro i Lakers

| † | Denota le stagioni in cui ha vinto il titolo |
| * | Primo nella lega                             |

### NCAA
| Anno      | Squadra           | PG  | PT | MP   | TC%  | 3P%   | TL%  | RP   | AP  | PRP | SP  | PP   |
| --------- | ----------------- | --- | -- | ---- | ---- | ----- | ---- | ---- | --- | --- | --- | ---- |
| 1993-1994 | W.F. Dem. Deacons | 33  | -  | 30,2 | 54,5 | 100,0 | 74,5 | 9,6  | 0,9 | 0,4 | 3,8 | 9,8  |
| 1994-1995 | W.F. Dem. Deacons | 32  | -  | 36,5 | 59,1 | 42,9  | 74,2 | 12,5 | 2,1 | 0,4 | 4,2 | 16,8 |
| 1995-1996 | W.F. Dem. Deacons | 32  | -  | 37,2 | 55,5 | 30,4  | 68,7 | 12,3 | 2,9 | 0,7 | 3,8 | 19,1 |
| 1996-1997 | W.F. Dem. Deacons | 31  | -  | 36,7 | 60,8 | 27,3  | 63,6 | 14,7 | 3,2 | 0,7 | 3,3 | 20,8 |
| Carriera  | Carriera          | 128 | -  | 35,1 | 57,7 | 32,1  | 68,9 | 12,3 | 2,3 | 0,5 | 3,8 | 16,5 |

### NBA

#### Regular season
| Anno       | Squadra           | PG   | PT   | MP   | TC%  | 3P%  | TL%  | RP   | AP  | PRP | SP  | PP   |
| ---------- | ----------------- | ---- | ---- | ---- | ---- | ---- | ---- | ---- | --- | --- | --- | ---- |
| 1997-1998  | San Antonio Spurs | 82   | 82   | 39,1 | 54,9 | 0,0  | 66,2 | 11,9 | 2,7 | 0,7 | 2,5 | 21,1 |
| 1998-1999† | San Antonio Spurs | 50   | 50   | 39,3 | 49,5 | 14,3 | 69,0 | 11,4 | 2,4 | 0,9 | 2,5 | 21,7 |
| 1999-2000  | San Antonio Spurs | 74   | 74   | 38,9 | 49,0 | 9,1  | 76,1 | 12,4 | 3,2 | 0,9 | 2,2 | 23,2 |
| 2000–2001  | San Antonio Spurs | 82   | 82   | 38,7 | 49,9 | 25,9 | 61,8 | 12,2 | 3,0 | 0,8 | 2,3 | 22,2 |
| 2001–2002  | San Antonio Spurs | 82   | 82   | 40,6 | 50,8 | 10,0 | 79,9 | 12,7 | 3,7 | 0,7 | 2,5 | 25,5 |
| 2002–2003† | San Antonio Spurs | 81   | 81   | 39,3 | 51,3 | 27,3 | 71,0 | 12,9 | 3,9 | 0,7 | 2,9 | 23,3 |
| 2003–2004  | San Antonio Spurs | 69   | 68   | 36,6 | 50,1 | 16,7 | 59,9 | 12,4 | 3,1 | 0,9 | 2,7 | 22,3 |
| 2004–2005† | San Antonio Spurs | 66   | 66   | 33,4 | 49,6 | 33,3 | 67,0 | 11,1 | 2,7 | 0,7 | 2,6 | 20,3 |
| 2005–2006  | San Antonio Spurs | 80   | 80   | 34,8 | 48,4 | 40,0 | 62,9 | 11,0 | 3,2 | 0,9 | 2,0 | 18,6 |
| 2006–2007† | San Antonio Spurs | 80   | 80   | 34,1 | 54,6 | 11,1 | 63,7 | 10,6 | 3,4 | 0,8 | 2,4 | 20,0 |
| 2007–2008  | San Antonio Spurs | 78   | 78   | 34,0 | 49,7 | 0,0  | 73,0 | 11,3 | 2,8 | 0,7 | 2,0 | 19,3 |
| 2008–2009  | San Antonio Spurs | 75   | 75   | 33,7 | 50,4 | 0,0  | 69,2 | 10,7 | 3,5 | 0,5 | 1,7 | 19,3 |
| 2009–2010  | San Antonio Spurs | 78   | 77   | 31,3 | 51,8 | 18,2 | 72,5 | 10,1 | 3,2 | 0,6 | 1,5 | 17,9 |
| 2010–2011  | San Antonio Spurs | 76   | 76   | 28,4 | 50,0 | 0,0  | 71,6 | 8,9  | 2,7 | 0,7 | 1,9 | 13,4 |
| 2011-2012  | San Antonio Spurs | 58   | 58   | 28,2 | 49,2 | 0,0  | 69,5 | 9,0  | 2,3 | 0,7 | 1,5 | 15,4 |
| 2012-2013  | San Antonio Spurs | 69   | 69   | 30,1 | 50,2 | 28,7 | 81,7 | 9,9  | 2,7 | 0,7 | 2,6 | 17,8 |
| 2013-2014† | San Antonio Spurs | 74   | 74   | 29,2 | 49,0 | 0,0  | 73,1 | 9,7  | 3,0 | 0,6 | 1,9 | 15,1 |
| 2014-2015  | San Antonio Spurs | 77   | 77   | 28,9 | 51,2 | 28,6 | 74,0 | 9,1  | 3,0 | 0,8 | 2,0 | 13,9 |
| 2015-2016  | San Antonio Spurs | 61   | 60   | 25,2 | 48,8 | 0,0  | 70,2 | 7,3  | 2,7 | 0,8 | 1,3 | 8,6  |
| Carriera   | Carriera          | 1392 | 1389 | 34,0 | 50,6 | 17,9 | 69,6 | 10,8 | 3,0 | 0,7 | 2,2 | 19,0 |
| All-Star   | All-Star          | 15   | 12   | 20,7 | 54,8 | 25,0 | 76,5 | 9,1  | 2,1 | 0,9 | 0,5 | 9,3  |

#### Play-off
| Anno     | Squadra           | PG  | PT   | MP   | TC%  | 3P%  | TL%  | RP   | AP  | PRP | SP   | PP   |
| -------- | ----------------- | --- | ---- | ---- | ---- | ---- | ---- | ---- | --- | --- | ---- | ---- |
| 1998     | San Antonio Spurs | 9   | 9    | 41,6 | 52,1 | 0,0  | 66,7 | 9,0  | 1,9 | 0,6 | 2,6  | 20,7 |
| 1999†    | San Antonio Spurs | 17  | 17   | 43,1 | 51,1 | 0,0  | 74,8 | 11,5 | 2,8 | 0,8 | 2,6  | 23,2 |
| 2001     | San Antonio Spurs | 13  | 13   | 40,5 | 48,8 | 100  | 63,9 | 14,5 | 3,8 | 1,1 | 2,7  | 24,4 |
| 2002     | San Antonio Spurs | 9   | 9    | 42,2 | 45,3 | 33,3 | 82,2 | 14,4 | 5,0 | 0,7 | 4,3* | 27,6 |
| 2003†    | San Antonio Spurs | 24  | 24   | 42,5 | 52,9 | 0,0  | 67,7 | 15,4 | 5,3 | 0,6 | 3,3* | 24,7 |
| 2004     | San Antonio Spurs | 10  | 10   | 40,5 | 52,2 | 0,0  | 63,2 | 11,3 | 3,2 | 0,8 | 2,0  | 22,1 |
| 2005†    | San Antonio Spurs | 23  | 23   | 37,7 | 46,4 | 20,0 | 71,7 | 12,4 | 2,7 | 0,4 | 2,3  | 23,6 |
| 2006     | San Antonio Spurs | 13  | 13   | 37,9 | 57,3 | 0,0  | 71,8 | 10,5 | 3,3 | 0,8 | 1,9  | 25,8 |
| 2007†    | San Antonio Spurs | 20  | 20   | 36,8 | 52,1 | 0,0  | 64,4 | 11,4 | 3,2 | 0,6 | 3,1  | 22,2 |
| 2008     | San Antonio Spurs | 17  | 17   | 39,2 | 44,9 | 20,0 | 62,6 | 14,5 | 3,3 | 0,9 | 2,1  | 20,2 |
| 2009     | San Antonio Spurs | 5   | 5    | 32,8 | 53,2 | 0,0  | 60,7 | 8,0  | 3,2 | 0,6 | 1,2  | 19,8 |
| 2010     | San Antonio Spurs | 10  | 10   | 37,3 | 52,0 | 50,0 | 47,8 | 9,9  | 2,6 | 0,8 | 1,7  | 19,0 |
| 2011     | San Antonio Spurs | 6   | 6    | 35,3 | 47,8 | 0,0  | 62,5 | 10,5 | 2,7 | 0,5 | 2,5  | 12,7 |
| 2012     | San Antonio Spurs | 14  | 14   | 33,1 | 49,5 | 0,0  | 70,7 | 9,4  | 2,8 | 0,7 | 2,1  | 17,4 |
| 2013     | San Antonio Spurs | 21  | 21   | 35,0 | 47,0 | 0,0  | 80,6 | 10,2 | 1,9 | 0,9 | 1,6  | 18,1 |
| 2014†    | San Antonio Spurs | 23  | 23   | 32,7 | 52,3 | 0,0  | 76,0 | 9,2  | 2,0 | 0,3 | 1,3  | 16,3 |
| 2015     | San Antonio Spurs | 7   | 7    | 35,7 | 58,9 | 0,0  | 55,9 | 11,1 | 3,3 | 1,3 | 1,4  | 17,9 |
| 2016     | San Antonio Spurs | 10  | 10   | 21,8 | 42,3 | 0,0  | 71,4 | 4,8  | 1,4 | 0,2 | 1,3  | 5,9  |
| Carriera | Carriera          | 251 | 251* | 37,3 | 50,1 | 14,3 | 68,9 | 11,4 | 3,0 | 0,7 | 2,3  | 20,6 |

#### Massimi in carriera
- Massimo di punti: 53 vs Dallas Mavericks (26 dicembre 2001)[83]
- Massimo di rimbalzi: 27 vs Atlanta Hawks (27 gennaio 2010)
- Massimo di assist: 11 (3 volte)
- Massimo di palle rubate: 8 vs Denver Nuggets (9 febbraio 2000)
- Massimo di stoppate: 9 (2 volte)
- Massimo di minuti giocati: 52 vs Sacramento Kings (27 aprile 1999)

In 19 stagioni NBA, Duncan ha totalizzato 1 392 partite con gli Spurs, 26 496 punti, 15 091 rimbalzi, 4 225 assist e 3 020 stoppate. Ha mantenuto medie di 19 punti, 10,8 rimbalzi, 3 assist e 2,2 stoppate. Nei playoffs ha totalizzato 251 presenze con 5 172 punti, 2 859 rimbalzi, 764 assist e 568 stoppate. In media, 20,6 punti, 11,4 rimbalzi, 3 assist e 2,3 stoppate.
È inoltre uno degli unici 5 giocatori nella storia della lega a mettere a segno una tripla doppia in una finale decisiva NBA, segnando 21 punti, prendendo 20 rimbalzi e fornendo 10 assist.

### Cronologia presenze e punti in Nazionale
| Cronologia completa delle presenze e dei punti in Nazionale - Stati Uniti | Cronologia completa delle presenze e dei punti in Nazionale - Stati Uniti | Cronologia completa delle presenze e dei punti in Nazionale - Stati Uniti | Cronologia completa delle presenze e dei punti in Nazionale - Stati Uniti | Cronologia completa delle presenze e dei punti in Nazionale - Stati Uniti | Cronologia completa delle presenze e dei punti in Nazionale - Stati Uniti | Cronologia completa delle presenze e dei punti in Nazionale - Stati Uniti | Cronologia completa delle presenze e dei punti in Nazionale - Stati Uniti |
| Data                                                                      | Città                                                                     | In casa                                                                   | Risultato                                                                 | Ospiti                                                                    | Competizione                                                              | Punti                                                                     | Note                                                                      |
| ------------------------------------------------------------------------- | ------------------------------------------------------------------------- | ------------------------------------------------------------------------- | ------------------------------------------------------------------------- | ------------------------------------------------------------------------- | ------------------------------------------------------------------------- | ------------------------------------------------------------------------- | ------------------------------------------------------------------------- |
| 15-7-1999                                                                 | San Juan                                                                  | Uruguay                                                                   | 72 - 118                                                                  | Stati Uniti                                                               | Americas Ch'ship 1999 - 1º turno                                          | n.d.                                                                      | [ 76 ]                                                                    |
| 16-7-1999                                                                 | San Juan                                                                  | Stati Uniti                                                               | 94 - 60                                                                   | Canada                                                                    | Americas Ch'ship 1999 - 1º turno                                          | n.d                                                                       | [ 76 ]                                                                    |
| 17-7-1999                                                                 | San Juan                                                                  | Argentina                                                                 | 72 - 103                                                                  | Stati Uniti                                                               | Americas Ch'ship 1999 - 1º turno                                          | n.d.                                                                      | [ 76 ]                                                                    |
| 18-7-1999                                                                 | San Juan                                                                  | Stati Uniti                                                               | 88 - 52                                                                   | Cuba                                                                      | Americas Ch'ship 1999 - 1º turno                                          | n.d                                                                       | [ 76 ]                                                                    |
| 19-7-1999                                                                 | San Juan                                                                  | Stati Uniti                                                               | 107 - 71                                                                  | Rep. Dominicana                                                           | Americas Ch'ship 1999 - 2º turno                                          | n.d                                                                       | [ 76 ]                                                                    |
| 20-7-1999                                                                 | San Juan                                                                  | Argentina                                                                 | 73 - 90                                                                   | Stati Uniti                                                               | Americas Ch'ship 1999 - 2º turno                                          | n.d.                                                                      | [ 76 ]                                                                    |
| 21-7-1999                                                                 | San Juan                                                                  | Venezuela                                                                 | 61 - 83                                                                   | Stati Uniti                                                               | Americas Ch'ship 1999 - 2º turno                                          | n.d.                                                                      | [ 76 ]                                                                    |
| 22-7-1999                                                                 | San Juan                                                                  | Porto Rico                                                                | 76 - 115                                                                  | Stati Uniti                                                               | Americas Ch'ship 1999 - 2º turno                                          | n.d.                                                                      | [ 76 ]                                                                    |
| 23-7-1999                                                                 | San Juan                                                                  | Stati Uniti                                                               | 88 - 59                                                                   | Argentina                                                                 | Americas Ch'ship 1999 - Semifinale                                        | n.d                                                                       | [ 76 ]                                                                    |
| 24-7-1999                                                                 | San Juan                                                                  | Stati Uniti                                                               | 92 - 66                                                                   | Canada                                                                    | Americas Ch'ship 1999 - Finale                                            | n.d                                                                       | [ 76 ]                                                                    |
| 17-8-2003                                                                 | New York                                                                  | Stati Uniti                                                               | 101 - 74                                                                  | Porto Rico                                                                | Amichevole                                                                | 21                                                                        | [ 85 ]                                                                    |
| 20-8-2003                                                                 | San Juan                                                                  | Stati Uniti                                                               | 110 - 76                                                                  | Brasile                                                                   | Americas Ch'ship 2003 - 1º turno                                          | 17                                                                        | [ 86 ]                                                                    |
| 21-8-2003                                                                 | San Juan                                                                  | Stati Uniti                                                               | 111 - 73                                                                  | Rep. Dominicana                                                           | Americas Ch'ship 2003 - 1º turno                                          | 6                                                                         | [ 87 ]                                                                    |
| 22-8-2003                                                                 | San Juan                                                                  | Venezuela                                                                 | 69 - 98                                                                   | Stati Uniti                                                               | Americas Ch'ship 2003 - 1º turno                                          | 13                                                                        | [ 88 ]                                                                    |
| 25-8-2003                                                                 | San Juan                                                                  | Canada                                                                    | 71 - 111                                                                  | Stati Uniti                                                               | Americas Ch'ship 2003 - 2º turno                                          | 16                                                                        | [ 89 ]                                                                    |
| 26-8-2003                                                                 | San Juan                                                                  | Stati Uniti                                                               | 94 - 86                                                                   | Argentina                                                                 | Americas Ch'ship 2003 - 2º turno                                          | 19                                                                        | [ 90 ]                                                                    |
| 27-8-2003                                                                 | San Juan                                                                  | Messico                                                                   | 69 - 96                                                                   | Stati Uniti                                                               | Americas Ch'ship 2003 - 2º turno                                          | 16                                                                        | [ 91 ]                                                                    |
| 28-8-2003                                                                 | San Juan                                                                  | Stati Uniti                                                               | 91 - 65                                                                   | Porto Rico                                                                | Americas Ch'ship 2003 - 2º turno                                          | 16                                                                        | [ 92 ]                                                                    |
| 30-8-2003                                                                 | San Juan                                                                  | Stati Uniti                                                               | 81 - 71                                                                   | Porto Rico                                                                | Americas Ch'ship 2003 - Semifinale                                        | 14                                                                        | [ 93 ]                                                                    |
| 31-8-2003                                                                 | San Juan                                                                  | Stati Uniti                                                               | 106 - 73                                                                  | Argentina                                                                 | Americas Ch'ship 2003 - Finale                                            | 23                                                                        | [ 94 ]                                                                    |
| 31-7-2004                                                                 | Jacksonville                                                              | Stati Uniti                                                               | 96 - 71                                                                   | Porto Rico                                                                | Amichevole                                                                | 15                                                                        | [ 95 ]                                                                    |
| 3-8-2004                                                                  | Colonia                                                                   | Italia                                                                    | 95 - 78                                                                   | Stati Uniti                                                               | Amichevole                                                                | 15                                                                        | [ 96 ]                                                                    |
| 4-8-2004                                                                  | Colonia                                                                   | Germania                                                                  | 77 - 80                                                                   | Stati Uniti                                                               | Amichevole                                                                | 19                                                                        | [ 97 ]                                                                    |
| 6-8-2004                                                                  | Belgrado                                                                  | Serbia e Montenegro                                                       | 60 - 78                                                                   | Stati Uniti                                                               | Amichevole                                                                | 16                                                                        | [ 98 ]                                                                    |
| 8-8-2004                                                                  | Istanbul                                                                  | Turchia                                                                   | 67 - 79                                                                   | Stati Uniti                                                               | Amichevole                                                                | 16                                                                        | [ 99 ]                                                                    |
| 10-8-2004                                                                 | Istanbul                                                                  | Turchia                                                                   | 68 - 80                                                                   | Stati Uniti                                                               | Amichevole                                                                | 25                                                                        | [ 100 ]                                                                   |
| 15-8-2004                                                                 | Atene                                                                     | Porto Rico                                                                | 92 - 73                                                                   | Stati Uniti                                                               | Olimpiadi 2004 - Fase a gironi                                            | 15                                                                        | [ 101 ]                                                                   |
| 17-8-2004                                                                 | Atene                                                                     | Stati Uniti                                                               | 77 - 71                                                                   | Grecia                                                                    | Olimpiadi 2004 - Fase a gironi                                            | 14                                                                        | [ 102 ]                                                                   |
| 19-8-2004                                                                 | Atene                                                                     | Stati Uniti                                                               | 89 - 79                                                                   | Australia                                                                 | Olimpiadi 2004 - Fase a gironi                                            | 18                                                                        | [ 103 ]                                                                   |
| 21-8-2004                                                                 | Atene                                                                     | Lituania                                                                  | 94 - 90                                                                   | Stati Uniti                                                               | Olimpiadi 2004 - Fase a gironi                                            | 16                                                                        | [ 104 ]                                                                   |
| 23-8-2004                                                                 | Atene                                                                     | Stati Uniti                                                               | 89 - 53                                                                   | Angola                                                                    | Olimpiadi 2004 - Fase a gironi                                            | 15                                                                        | [ 105 ]                                                                   |
| 26-8-2004                                                                 | Atene                                                                     | Spagna                                                                    | 94 - 102                                                                  | Stati Uniti                                                               | Olimpiadi 2004 - Quarti di finale                                         | 9                                                                         | [ 106 ]                                                                   |
| 27-8-2004                                                                 | Atene                                                                     | Stati Uniti                                                               | 81 - 89                                                                   | Argentina                                                                 | Olimpiadi 2004 - Semifinale                                               | 10                                                                        | [ 107 ]                                                                   |
| 28-8-2004                                                                 | Atene                                                                     | Lituania                                                                  | 96 - 104                                                                  | Stati Uniti                                                               | Olimpiadi 2004 - Finale 3º posto                                          | 6                                                                         | [ 108 ]                                                                   |
| Totale                                                                    |                                                                           | Presenze                                                                  | 34                                                                        |                                                                           | Punti                                                                     | 370                                                                       |                                                                           |

### Record
- Miglior percentuale di vittorie (70,1%) in NBA e in tutte le leghe sportive americane (NBA, NFL, NHL e MLB) da parte della sua squadra durante i suoi 19 anni di carriera.[109]
- Maggior numero di doppie-doppie in gare di playoff.[110]
- Maggior numero di rimbalzi difensivi in gare di playoff.[111]
- Maggior numero di stoppate in gare di playoff.[112]
- Maggior numero di stoppate in una serie di finale (2003).[113]
- Maggior numero di rimbalzi offensivi in gare di finale.[114]
- Maggior numero di inclusioni nell'NBA All-Defensive Team.[115]

## Palmarès

### NCAA

#### Individuali
- AP Player of the Year (1997)
- Premio John R. Wooden (1997)
- Giocatore dell'anno (1997)
- USBWA College Player of the Year (1997)
- AP All-America First Team (1996, 1997)
- AP All-America Third Team (1995)

### NBA

#### Squadra
- Campionato NBA: 5

San Antonio Spurs: 1999, 2003, 2005, 2007, 2014

#### Individuali
- MVP della regular season: 2

2002, 2003
- MVP delle Finals: 3

1999, 2003, 2005
- MVP dell'All-Star Game: 2000, a pari merito con Shaquille O'Neal
- Rookie dell'anno: 1998
- Partecipazioni all'NBA All-Star Game: 15

1998, 2000, 2001, 2002, 2003, 2004, 2005, 2006, 2007, 2008, 2009, 2010, 2011, 2013, 2015
- NBA All-Rookie First Team (1998)
- All-NBA Team: 15

First Team: 1998, 1999, 2000, 2001, 2002, 2003, 2004, 2005, 2007, 2013
Second Team: 2006, 2008, 2009
Third Team: 2010, 2015
- NBA All-Defensive Team: 15 (record)

First Team: 1999, 2000, 2001, 2002, 2003, 2005, 2007, 2008
Second Team: 1998, 2004, 2006, 2009, 2010, 2013, 2015 (record)
- Detentore del record di rimbalzi difensivi in una singola partita di Playoff NBA (20 rimbalzi) (record condiviso con Dave Cowens, Bill Walton, Kevin Garnett e Giannīs Antetokounmpo)
- 1 volta maggior numero di rimbalzi totali in stagione NBA
- 1 volta maggior numero di rimbalzi difensivi in stagione NBA
- Ventesimo miglior marcatore di sempre sommando ABA e NBA
- Diciassettesimo miglior marcatore di sempre NBA
- Sesto miglior rimbalzista di sempre NBA
- Quinto miglior stoppatore di sempre NBA
- Inserito nella Naismith Memorial Basketball Hall of Fame nel 2020
- Inserito nel NBA 75th Anniversary Team

### Nazionale
- Medaglia di bronzo alle Olimpiadi di Atene 2004
- Campionati americani (1999, 2003)